# یک روز خوب برای سگ بودن
یک روز خوب برای سگ بودن (انگلیسی: A Good Day to Be a Dog؛ کره‌ای: 오늘도 사랑스럽개) یک مجموعه تلویزیونی کره جنوبی سال ۲۰۲۳ به کارگردانی کیم ده وونگ و با بازی پارک گیو یونگ، چا اون وو و لی هیون وو است. این مجموعه از ۱۱ اکتبر ۲۰۲۳ تا ۱۰ ژانویه ۲۰۲۴، چهارشنبه‌ها ساعت ۲۱:۰۰ (کی‌اس‌تی) از ام‌بی‌سی برای ۱۴ قسمت پخش شد. یک روز خوب برای سگ بودن همچنین برای استریم در ویکی و ویو در مناطق منتخب قابل دسترسی است.

## بازیگران

### اصلی
- پارک گیو یونگ در نقش هان هه نا[۸]
- چا اون وو در نقش جین سو وون[۹]
- لی هیون وو در نقش لی بو گیوم[۱۰]

## تولید
فیلم‌برداری در اکتبر ۲۰۲۲ آغاز شد و در آوریل ۲۰۲۳ به پایان رسید.